# جبر مقدماتی

جبر مقدماتی عملیات پایه‌ای بر روی چهار عمل اصلی

جبر مقدماتی عملیات پایه‌ای بر روی چهار عمل اصلی را در بر می‌گیرد. پس از تعریف علائمی که به وسیلهٔ آن اعداد ثابت و متغیرها از هم تفکیک می‌شوند، روش‌هایی برای حل معادلات مورد استفاده قرار می‌گیرد. جبر مقدماتی گونهٔ بنیادی و نسبتاً پایه‌ای جبر است که به دانش‌آموزانی که احتمالاً آگاهی کمی دارند یا هیچ آگاهی قانونمندی فراتر از حساب در ریاضیات ندارند، آموخته می‌شود. در حالی که در حساب تنها اعداد و اعمال حسابی آن‌ها (مانند +, −, ×, ÷) انجام می‌پذیرد، در جبر همچنین از نشانه‌هایی (چون {\displaystyle x} و {\displaystyle y} یا {\displaystyle a} و {\displaystyle b}) برای نشان دادن اعداد استفاده می‌شود که متغیر نامیده می‌شوند.